# František Jaška
František Jaška (3. října 1921 Moravská Chrastová – 21. března 1984 Česká Lípa[zdroj?]) byl český a československý politik Komunistické strany Československa, na počátku normalizace ministr bez portfeje České socialistické republiky.

## Biografie
Absolvoval Právnickou fakultu Masarykovy univerzity v Brně. Do roku 1953 byl zaměstnán v nákupních a výkupních podnicích, v letech 1953-1956 pracoval na ministerstvu výkupu, od roku 1956 na ministerstvu spotřebního průmyslu, kde se roku 1958 stal 1. náměstkem ministryně. Od roku 1963 zasedal v ekonomické komisi Ústředního výboru Komunistické strany Československa. Od roku 1965 byl členem Státní komise pro finance, ceny a mzdy. Byl mu udělen Řád práce.
Po provedení federalizace Československa byl 8. ledna 1969 jmenován členem české vlády Stanislava Rázla jako ministr bez portfeje.